# Cinquième circonscription de la préfecture de Hyōgo
La cinquième circonscription de la préfecture de Hyōgo (兵庫県第5区, Hyōgo-ken dai-go-ku) est l'une des douze circonscriptions législatives que compte la préfecture de Hyōgo au Japon.

## Description géographique
Entre 1994 et 2002, la cinquième circonscription de la préfecture de Hyōgo regroupait les villes de Toyooka et Sanda et les districts de Kawabe, Kinosaki (ja), Izushi (ja), Mikata, Yabu (ja), Asago (ja), Hikami (ja) et Taki (ja).
Entre 2002 et 2013, elle comprenait les villes de Toyooka, Sanda et Sasayama et les mêmes districts à l'exception de celui de Taki.
Entre 2013 et 2017, elle réunissait les villes de Toyooka, Sanda, Sasayama, Yabu, Tamba et Asago et les districts de Kawabe et Mikata.
Depuis 2017, elle comprend les mêmes unités administratives et une partie de la ville de Kawanishi,,.

## Députés
| Législature | Début de mandat | Fin de mandat | Député élu             | Parti politique | Parti politique |
| ----------- | --------------- | ------------- | ---------------------- | --------------- | --------------- |
| 41e         | 1996            | 2000          | Yōichi Tani (ja)       |                 | PLD             |
| 42e         | 2000            | 2003          | Yōichi Tani (ja)       |                 | PLD             |
| 43e         | 2003            | 2005          | Kōichi Tani            |                 | PLD             |
| 44e         | 2005            | 2009          | Kōichi Tani            |                 | PLD             |
| 45e         | 2009            | 2012          | Yasuhiro Kajiwara (ja) |                 | PDJ             |
| 46e         | 2012            | 2014          | Kōichi Tani            |                 | PLD             |
| 47e         | 2014            | 2017          | Kōichi Tani            |                 | PLD             |
| 48e         | 2017            | 2021          | Kōichi Tani            |                 | PLD             |
| 49e         | 2021            | 2024          | Kōichi Tani            |                 | PLD             |
| 50e         | 2024            | -             | Kōichi Tani            |                 | PLD             |